# Ludvík Šulda
Ludvík Šulda (* 13. září 1979) je český politik, v letech 2016 až 2020 a opět od roku 2024 zastupitel Olomouckého kraje, od května 2022 místopředseda KSČM.

## Život a politické působení
V roce 1999 se stal členem Komunistického svazu mládeže. V mládí studoval politologii. Je absolventem manažerské fakulty vysoké školy CMI-ESMA Barcelona. Pracoval v různých společnostech, přičemž v roce 2004 se stal zaměstnancem ÚV KSČM. Od roku 2010 do roku 2016 byl ve straně vedoucím oddělení pro odborné zázemí a občanský sektor. Žije v Seloutkách.
Od roku 1998 je členem KSČM. Za stranu kandidoval v řadě voleb. V letech 2012-2016 byl předsedou Obvodního výboru strany na Praze 7, od roku 2015 je předsedou Okresního výboru strany v Prostějově a od roku 2020 předsedou Krajského výboru strany v Olomouckém kraji. V květnu 2022 byl zvolen místopředsedou strany pro odborné zázemí a teoreticko-ideovou práci.
Od srpna 2022 je předsedou představenstva akciové společnosti Futura, jejímž většinovým vlastníkem je KSČM. Na podzim 2022 byl jmenován ředitelem této společnosti a v roce 2023 šéfredaktorem levicového týdeníku Naše pravda, který tato společnost vydává.
Je ženatý. Mezi jeho zájmy patří kromě politiky také historie, literatura či turistika.

### Zastupitelstva obce a kraje
V komunálních volbách v roce 2006 kandidoval na funkci zastupitele Prahy i zastupitele městské části Praha 8. Do zastupitelstva městské části Praha 8 poté kandidoval i v komunálních volbách v roce 2010 a v komunálních volbách 2014 a do zastupitelstva Prahy kandidoval ještě v roce 2014. V komunálních volbách v roce 2018 kandidoval jako nezávislý do zastupitelstva obce Seloutky.
V krajských volbách v roce 2016 byl zvolen zastupitelem Olomouckého kraje. Poté se stal předsedou Kontrolního výboru. Mandát obhajoval jako lídr kandidátní listiny strany v krajských volbách v roce 2020, strana však v kraji nepřekročila 5% hranici nezbytnou pro vstup do zastupitelstva a mandát tak neobhájil. V krajských volbách v září 2024 byl z pozice člena KSČM opět zvolen zastupitelem Olomouckého kraje, a to na kandidátce uskupení „STAČILO!“ (tj. koalice KSČM, ČSNS a ČSSD).

### Evropský parlament
Ve volbách do Evropského parlamentu v roce 2014 kandidoval na 16. místě a poté ve volbách do Evropského parlamentu v roce 2019 kandidoval na 21. místě kandidátní listiny KSČM.

### Poslanecká sněmovna
Ve volbách do Poslanecké sněmovny PČR v roce 2010 kandidoval na 9. místě kandidátní listiny KSČM v Praze, ve volbách do Poslanecké sněmovny PČR v roce 2013 kandidoval v Praze na 3. místě kandidátní listiny, ve volbách do Poslanecké sněmovny PČR v roce 2017 kandidoval na 4. místě kandidátní listiny v Olomouckém kraji a ve volbách do Poslanecké sněmovny PČR v roce 2021 byl v Olomouckém kraji lídrem kandidátní listiny strany. V žádných z těchto voleb však nebyl zvolen, v roce 2021 strana navíc nepřekročila 5% hranici nutnou ke vstupu do Poslanecké sněmovny. Kandiduje i ve sněmovních volbách v roce 2025, a to na 5. místě kandidátní listiny hnutí Stačilo!.